# 한국인삼협회
한국인삼협회는 인삼산업의 건전한 발전과 인삼산업 관계인들의 소득증대 및 고려인삼 세계화에 기여할 목적으로 2014년 12월 24일 설립 허가된 대한민국 농림축산식품부 소관의 사단법인이다.

## 주요 사업
고려인삼의 소비촉진 홍보, 교육 및 정보제공, 고려인삼의 수급안정, 유통구조 개선 및 수출활성화, 조사 및 연구

## 대한민국 고려인삼 페스티벌
- <대한민국에서는 ㈜한국인삼협회, 인삼자조금관리위원회의 주최 하에 2016년부터 내·외국인 대상 고려인삼 인지도 제고 및 우수성을 알리기 위한 페스티벌 진행 중
- 2016년 외국인 대상 게스트하우스 파티 운영, 2017년부터 다수의 외국인 관광객이 방문하는 장소 선정하여 고려인삼 페스티벌 행사 진행
  - 홍삼칵테일, 인삼튀김, 인삼요리공모전 수상작 시식 등 시음·시식 행사와 고려인삼 퀴즈, 고려인삼 비누 만들기, 돌려돌려 돌림판 등 체험행사 진행

- 2016 한국 인삼 관광지 코스튬 퍼포먼스 진행 (명동)
- 2016 외국인 대상 게스트하우스 ‘인삼파티’ (총 10회 진행)

- 2017 인사동 페스티벌 (2017. 06. 17 ~ 06. 18, 인사동 쌈지길 내)
- 2017 고려인삼 윈터페스티벌 (2017. 12. 16, 남산서울타워 1층 광장)

- 2018 상반기 고려인삼 페스티벌 『삼판났네』 (2018. 05. 12 ~ 05. 13, 인사동 쌈지길)
- 2018 하반기 고려인삼 페스티벌 『삼판났네 시즌2』 (2018. 09. 01 ~ 09. 02, 남산 팔각정 앞)
- 2019 상반기 고려인삼 페스티벌 『두근두근 삼쿵』 (2019. 05. 18 ~ 05. 19, 남산 팔각정 앞)
- 2019 하반기 고려인삼 페스티벌 『우리라서 삼, 좋다!』 (2019. 09. 21 ~ 09. 22, 남산 팔각정 앞)

- 2023 대한민국 고려인삼 페스티벌 『갓생갓삼』 (2023. 09. 16.(토) ~ 09. 17.(일), 남산 팔각정 광장)

<주요 프로그램> 
1. 시식 프로그램_고려인삼 식혜 시음, 고려인삼 판나코타 시식, 고려인삼 스콘 시식
2. 체험 프로그램_고려인삼 낚시게임, 에코백 컬러링 체험, 고려인삼 타투스티커 체험, 고려인삼 퀴즈&설문, 인삼네컷 체험
3. 공연 프로그램_K-POP 커버댄스 공연, K-POP 태권도 공연

## 같이 보기
- 인삼